# 엘곤산플라이쥐
엘곤산플라이쥐(학명: Otomys jacksoni)는 설치류의 일종이다. 케냐와 우간다에서 발견된다. 자연 서식지는 아열대 또는 열대 기후 지역의 고지대 초원이다. 서식지 감소로 위협을 받고 있다.